# Arado Ar 440
L'Arado Ar 240 était un chasseur lourd allemand multirôle, bimoteur, mis au point par Arado Flugzeugwerke pour la Luftwaffe au cours de la Seconde Guerre mondiale. Son premier vol a eu lieu en 1940, mais des problèmes de conception ont entravé le développement et le prototype restait plus que marginalement stable.  Le projet a finalement été abandonné, les cellules existant ont été utilisées pour divers tests.

## Conception et développement
Le Ar 240 est né en réponse à une demande de 1938 d'une deuxième génération améliorée de chasseur lourd pour remplacer le Messerschmitt Me 110 qui devenait obsolète. Arado et Messerschmitt ont répondu. La réponse de Messerschmitt, le Me 210, une conception totalement nouvelle, qui, grâce à l'expérience de Messerschmitt en chasseur lourd, allait être en mesure d'entrer en service rapidement. La conception d'Arado était considérablement plus ambitieuse pour la petite entreprise, un projet dont Walter Blume, chef du bureau d'étude, rêvait depuis le milieu des années 1930. Bien que cela allait prendre du temps à Arado pour livrer son projet, le Reichsluftfahrtministerium (ministère de l'Air du Reich) était néanmoins suffisamment intéressé pour commander des prototypes aux deux concurrents.
Antérieurement Arado avaient beaucoup investi dans plusieurs voies de recherche fondamentale. L'une était le développement de dispositifs hypersustentateurs qui offraient d'excellentes performances de portance  à basse vitesse.
Une autre était en cours de travaux dans la conception et la construction de cockpits pressurisés  qui réduisait considérablement la fatigue du pilote en vol au-dessus de 4 500 m.
Enfin, ils avaient également investi dans un système techniquement avancé de contrôle à distance des armes défensives, dont ils avaient fait des expérimentations depuis plusieurs années. Le système utilisait un viseur situé dans le cockpit arrière, exploité par le navigateur/canonnier, qui avait visibilité à la fois vers haut et le bas de l'avion permettant de viser dans n'importe quelle direction. Le viseur était reliée hydrauliquement à des tourelles bien profilées en forme de « pancake »  en haut et en bas de l'avion. Pour le Ar 240, les ingénieurs d'Arado ont intégré toutes ces recherches dans une même cellule.